# MESM
MESM (ukr. MEOM, Мала Електронна Обчислювальна Машина.; ros. МЭСМ, Малая Электронно-Счетная Машина.: 'Mała Elektroniczna Maszyna Licząca’) był pierwszym uniwersalnie programowalnym elektronicznym komputerem w ZSRR. Niektórzy badacze podają, że był to także pierwszy komputer w kontynentalnej Europie, nawet jeśli elektromechaniczne komputery (Z2, Z3 i Z4) i szwedzki BARK poprzedzały go.

## Podstawowe informacje
MESM został stworzony przez zespół naukowców pod przewodnictwem Sergieja Lebiediewa z Kijowskiego Instytutu Elektrotechnologii w Ukraińskiej SRR w Feofaniji (w pobliżu Kijowa).
Oryginalnie, MESM był pomyślany jako próba stworzenia Dużej Elektronicznej Maszyny Liczącej i litera „M” w nazwie oznaczała „model” (prototyp).
Praca nad tą maszyną była czysto naukowa, w celu eksperymentalnego przetestowania zasad tworzenia uniwersalnych cyfrowych komputerów. Po pierwszych sukcesach i w celu spełnienia rozlicznych potrzeb rządowych, zdecydowano się na finalizację projektu budowy tego komputera, aby mogła ona pomóc w obliczeniach związanych z radziecką bombą atomową (co nazwano eufemistycznie „rozwiązywaniem prawdziwych problemów”). Projekt stał się w pełni operacyjny w 1950. Posiadał około 6000 lamp elektronowych i wymagał około 25 kW mocy. Mógł wykonywać około 3000 operacji na minutę.

## Konstrukcja i historia użycia

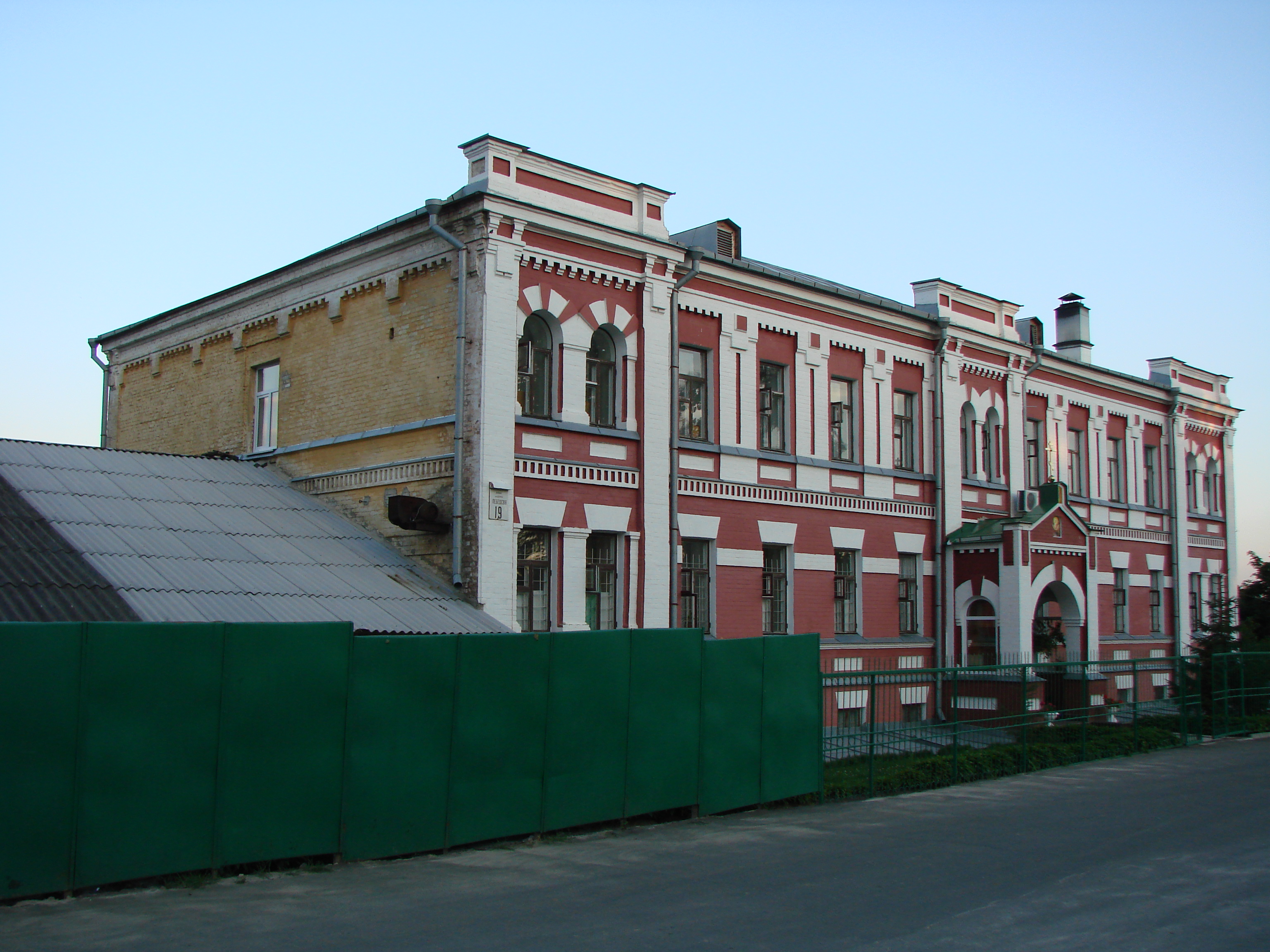
Współczesny widok budynku w Feofaniji (obecny adres: Ulica Naukowiec Lebiediewa 19), gdzie stworzono MESM.

- Podstawowa architektura komputera była gotowa pod koniec 1949 r. To samo można powiedzieć o paru schematycznych diagramach bardziej szczegółowych części.
- 1950 komputer zamontowano w dwupoziomowym budynku w Feofanii, gdzie przed 2 Wojną Światową swoją lokalizację miał szpital psychiatryczny.
- 6 listopada 1960 zespół dokonał pierwszego testu komputera. Zadanie wyglądało następująco: {\displaystyle f(n)={\begin{cases}Y\prime \prime +Y=0\\Y(0)=0\\Y(\pi )=0\end{cases}}}
- 4 stycznia 1951. Wykonano pierwsze użyteczne obliczenia. Obliczono silnię, podniesiono liczbę do potęgi. Komputer pokazano specjalnej komisji Akademii Nauk ZSRR. Zespołem przewodził Mstisław Kiełdysz
- 25 grudnia 1951. Komputer przeszedł pozytywnie oficjalny test rządowy. Akademia Nauk ZSRR i Mstisław Kiełdysz zaczęli regularną pracę na MESM.
- Komputer był w użytku do 1957 r. Po tej dacie przeniesiono go do Politechniki Kijowskiej imienia Igora Sikorskiego, gdzie był używany w celach treningowych.
- W 1959 r. zrezygnowano z używania MESM.

“Komputer rozłożono na kawałki, z których stworzono zestaw podpórek. Ostatecznie wszystkie one zostały wyrzucone na śmietnik” wspominał potem Borys Malinowski.
Wiele z lamp elektronowych i innych komponentów pozostałych po MESM są przechowywane przez Fundację Historii i Rozwoju Informatyki i Technologii w Kijowskim Domu Naukowców Narodowej Akademii Nauk Ukrainy.

## Zastosowanie
W latach 1952–1953 MESM posłużyła do rozwiązania następujących problemów fizycznych i informatycznych:
- zestawienie tabel do statystycznej kontroli akceptacji (B. W. Gnedenko, wykonawczyni K. L. Juszczenko),
- dynamiczne problemy teorii sprężystości (O. J. Iszliński, wykonawca O. A. Juszczenko),
- dobór optymalnych parametrów lin kopalnianych (G. I. Sawin, O. J. Iszliński, wykonawca O. A. Juszczenko),
- wyznaczanie obszarów stabilności systemów elektroenergetycznych, w szczególności Kuibyszew HPP (L. W. Cukernik, wykonawcy B. C. Koroluk, K. L. Juszczenko),
- obliczanie naprężeń termicznych konstrukcji budowlanych (A. D. Kovalenko, wykonawczyni K. L. Juszczenko),
- przetwarzanie obserwacji geodezyjnych (N. I. Jakubetskaja, wykonawczyni K. L. Juszczenko),
- obliczenia problemów syntezy amoniaku (wykonawca L. N. Iwanienko),
- szacowanie objętości robót ziemnych przy projektowaniu dróg (A. K. Kawkin, wykonawcy K. L. Juszczenko, L. M. Iwanienko, A. M. Sybriko),
- optymalizacja przebiegu głównych linii elektroenergetycznych wysokiego napięcia, w szczególności Kujbyszew HPP – Moskwa (B. W. Gnedenko, K. L. Juszczenko) – 1952,
- balistyka zewnętrzna (M.W. Keldysz, J. O. Mitropolski and O. A. Juszczenko, wykonanie: K. L. Juszczenko, M. R. Szura-Bura, J. D. Szmyglewski),
- mechanika nieliniowa (J. O. Mitropolski, wykonawca O. A. Juszczenko),
- obliczanie naprężeń termicznych konstrukcji budowlanych (A. D. Kowalenko, wykonawczyni K. L. Juszczenko).

Podczas badań z użyciem MESM Kateryna Juszczenko opracowała eksperymentalny program programistyczny, w czasie opracowywania którego zdobyła doświadczenie, które wykorzystała przy implementacji kompilatorów Adresowego Języka Programowania.
Wykorzystanie MESM miało ogromne znaczenie dla rozwiązania najważniejszych problemów gospodarki narodowej, przemysłu obronnego i kosmicznego ZSRR, a unikalna architektura wpłynęła na architekturę komputerów budowanych później. Prace nad MESM przyczyniły się do powstania programowania wysokiego poziomu i wynalazku z najpotężniejszego wynalazku spośród wszystkich nowoczesnych technologii programistycznych – pośredniego adresowania i adresów najwyższej rangi (wskaźników).

## Specyfikacja systemowa
- Jednostka arytmetyczno-logiczna
  - uniwersalna
  - równoległe obliczenia
  - bazująca na przerzutnikach
- Kodowanie liczb
  - binarne
  - Kod stałopozycyjny 16-n bitów na liczbę plus 1 bit znaku
- Instrukcje
  - 20 binarnych bitów na komendę
    - Pierwsze 4 bity – kod operacji
    - Następne 5 bitów – pierwszy adres operandu, następne 5 to drugi adres operandu
    - Ostatnie 6 bitów – adres wyniku operacji
    - Wspierano poniższe typu instrukcji
      - Dodawanie
      - Dodawanie z przeniesieniem
      - Odejmowanie
      - Mnożenie
      - Dzielenie
      - Przesunięcie binarne
      - Porównywanie
      - Porównywanie wartości absolutnych
      - Transfer kontroli
      - Odczytywanie pamięci bębnowej
      - Stop
- RAM
  - bazująca na przerzutnikach
  - Separacja danych i kodu
    - 31 słów na dane
    - 63 słów na kod
- ROM
  -     - 31 słów na dane
    - 63 słów na kod
- Taktowanie
  - 5 kHz
- Moc obliczeniowa
  - Około 3000 operacji na minutę (pełen czas jednego cyklu to 17.6 ms; operacje dzielenia trwały od 17.6 do 20.8 ms)

Ten komputer zbudowano z 6000 lamp elektronowych, w tym z około 3500 triod i 2500 diod. Zajmował on 60 m² przestrzeni i używał około 25 kW mocy.
Dane wczytywano z kart perforowanych lub wpisywano korzystając z łączników elektrycznych. Dodatkowo, komputer mógł korzystać z pamięci bębnowej, która mogła pomieścić do 5000 kodów liczb lub poleceń.
Korzystano z elektromechanicznej drukarki jako urządzenia wyjścia.